# FA Cup 2024/25
Der FA Cup 2024/25 (Sponsorname: The Emirates FA Cup) war die 144. Austragung des weltweit ältesten Fußballpokalturniers The Football Association Challenge Cup, oder FA Cup. Titelverteidiger war Manchester United.
Der Pokalwettbewerb hat am 2. August 2024 mit der Extra-Vorrunde begonnen und mit dem Finale im Wembley Stadium in London am 17. Mai 2025 geendet.
Crystal Palace setzte sich im Finale mit 1:0 gegen Manchester City durch.

## Kalender
| Runde                      | Datum              | Spiele | Vereine   | Neueinstiege | Prämien                                  |
| -------------------------- | ------------------ | ------ | --------- | ------------ | ---------------------------------------- |
| Extra-Vorrunde             | 3. August 2024     | 221    | 745 → 524 | 442          | Sieger: £1.125 Verlierer: £375           |
| Vorrunde                   | 17. August 2024    | 136    | 524 → 388 | 51           | Sieger: £1.444 Verlierer: £481           |
| Erste Qualifikationsrunde  | 31. August 2024    | 112    | 388 → 276 | 88           | Sieger: £2.250 Verlierer: £750           |
| Zweite Qualifikationsrunde | 14. September 2024 | 80     | 276 → 196 | 48           | Sieger: £3.375 Verlierer: £1.125         |
| Dritte Qualifikationsrunde | 28. September 2024 | 40     | 196 → 156 | keine        | Sieger: £5.625 Verlierer: £1.875         |
| Vierte Qualifikationsrunde | 12. Oktober 2024   | 32     | 156 → 124 | 24           | Sieger: £9.375 Verlierer: £3.125         |
| Erste Hauptrunde           | 2. November 2024   | 40     | 124 → 84  | 48           | Sieger: £45.000 Verlierer: £15.000       |
| Zweite Hauptrunde          | 30. November 2024  | 20     | 84 → 64   | keine        | Sieger: £75.000 Verlierer: £20.000       |
| Dritte Hauptrunde          | 11. Januar 2025    | 32     | 64 → 32   | 44           | Sieger: £115.000 Verlierer: £25.000      |
| Vierte Hauptrunde          | 8. Februar 2025    | 16     | 32 → 16   | keine        | £120.000                                 |
| Fünfte Hauptrunde          | 1. März 2025       | 8      | 16 → 8    | keine        | £225.000                                 |
| Viertelfinale              | 29. März 2025      | 4      | 8 → 4     | keine        | £450.000                                 |
| Halbfinale                 | 26./27. April 2025 | 2      | 4 → 2     | keine        | Sieger: £1.000.000 Verlierer: £500.000   |
| Finale                     | 17. Mai 2025       | 1      | 2 → 1     | keine        | Sieger: £2.000.000 Verlierer: £1.000.000 |

## Modus
Der FA Cup wird in Runden ausgespielt. Teilnehmen kann jede Mannschaft, die ein bestimmtes Leistungsniveau hat und ein angemessenes Spielfeld besitzt. Die Paarungen jeder Runde werde in einer offenen Auslosung ohne Setzliste ausgelost. Die zuerst gezogene Mannschaft hat Heimrecht. Endet das Spiel unentschieden, findet ein Rückspiel auf dem Platz der anderen Mannschaft statt. Endet das Rückspiel ebenfalls unentschieden, geht das Spiel in die Verlängerung bzw. ins Elfmeterschießen. Dieser Modus gilt bis zur vierten Qualifikationsrunde. Ab der ersten Hauptrunde gibt es nur ein Spiel, das ggf. durch Verlängerung und Elfmeterschießen entschieden wird.
Einige Mannschaften sind von bestimmten Runden freigestellt:
- In der zweiten Qualifikationsrunde kommen die Mannschaften der National League North/South (6. Spielklasse des englischen Ligabetriebes) hinzu.
- In der vierten Qualifikationsrunde kommen die Mannschaften der National League (5. Spielklasse des englischen Ligabetriebes) hinzu.
- In der ersten Hauptrunde kommen die Mannschaften der League 1 und 2 der Football League (3. und 4. Spielklasse des englischen Ligabetriebes) hinzu.
- In der dritten Hauptrunde am ersten Januarwochenende kommen die Mannschaften des Football League Championship (2. Spielklasse des englischen Ligabetriebes) und der Premier League (1. Spielklasse des englischen Ligabetriebes) hinzu.

Die Halbfinalspiele und das Finale finden im Wembley-Stadion statt.
Jeder Sieger erhält eine Prämie aus den Fernsehgeldern, die nach Runden gestaffelt ist.

## Hauptrunde

### Erste Hauptrunde
In der ersten Hauptrunde traten die jeweils 24 Mannschaften der Football League One und der Two in den Wettbewerb ein. Die Auslosung der Begegnungen fand am 14. Oktober 2024 statt. Die Spiele fanden zwischen dem 1. und 4. November 2024 statt.
| Datum                       |                         | Ergebnis              |                            |
| --------------------------- | ----------------------- | --------------------- | -------------------------- |
| 1. November 2024, 19:45 GMT | Notts County (IV)       | 5:1                   | Alfreton Town (VI)         |
| 1. November 2024, 19:45 GMT | FC Tamworth (V)         | 1:0                   | Huddersfield Town (III)    |
| 2. November 2024, 15:00 GMT | AFC Barrow (IV)         | 0:1                   | Doncaster Rovers (IV)      |
| 2. November 2024, 15:00 GMT | Brackley Town (VI)      | 0:0 n. V. (5:4 i. E.) | Braintree Town (V)         |
| 2. November 2024, 15:00 GMT | Bradford City (IV)      | 3:1                   | Aldershot Town (V)         |
| 2. November 2024, 15:00 GMT | Bristol Rovers (III)    | 3:1 n. V.             | AFC Weston-super-Mare (VI) |
| 2. November 2024, 15:00 GMT | Burton Albion (III)     | 1:0                   | Scarborough Athletic (VI)  |
| 2. November 2024, 15:00 GMT | Carlisle United (IV)    | 0:2 n. V.             | Wigan Athletic (III)       |
| 2. November 2024, 15:00 GMT | FC Chesterfield (IV)    | 3:1                   | FC Horsham (VII)           |
| 2. November 2024, 15:00 GMT | Crewe Alexandra (IV)    | 0:1                   | Dagenham & Redbridge (V)   |
| 2. November 2024, 15:00 GMT | Exeter City (III)       | 5:3                   | FC Barnet (V)              |
| 2. November 2024, 15:00 GMT | FC Gillingham (IV)      | 0:2                   | FC Blackpool (III)         |
| 2. November 2024, 15:00 GMT | Grimsby Town (IV)       | 0:1                   | FC Wealdstone (V)          |
| 2. November 2024, 15:00 GMT | Hednesford Town (VIII)  | 4:4 n. V. (4:5 i. E.) | Gainsborough Trinity (VII) |
| 2. November 2024, 15:00 GMT | Maidenhead United (V)   | 1:2 n. V.             | Crawley Town (III)         |
| 2. November 2024, 15:00 GMT | AFC Newport County (IV) | 2:4                   | Peterborough United (III)  |
| 2. November 2024, 15:00 GMT | Port Vale (IV)          | 1:3                   | FC Barnsley (III)          |
| 2. November 2024, 15:00 GMT | FC Reading (III)        | 2:0                   | Fleetwood Town (IV)        |
| 2. November 2024, 15:00 GMT | AFC Rochdale (V)        | 3:4                   | FC Bromley (IV)            |
| 2. November 2024, 15:00 GMT | Rotherham United (III)  | 1:3                   | Cheltenham Town (IV)       |
| 2. November 2024, 15:00 GMT | Rushall Olympic (VI)    | 0:2                   | Accrington Stanley (IV)    |
| 2. November 2024, 15:00 GMT | Salford City (IV)       | 2:1                   | Shrewsbury Town (III)      |
| 2. November 2024, 15:00 GMT | Solihull Moors (V)      | 3:0                   | Maidstone United (VI)      |
| 2. November 2024, 15:00 GMT | Southend United (V)     | 3:4 n. V.             | Charlton Athletic (III)    |
| 2. November 2024, 15:00 GMT | FC Stevenage (III)      | 1:1 n. V. (5:4 i. E.) | FC Guiseley (VII)          |
| 2. November 2024, 15:00 GMT | Stockport County (III)  | 2:1 n. V.             | Forest Green Rovers (V)    |
| 2. November 2024, 15:00 GMT | Swindon Town (IV)       | 2:1 n. V.             | Colchester United (IV)     |
| 2. November 2024, 15:00 GMT | Tonbridge Angels (VI)   | 1:4                   | Harborough Town (VII)      |
| 2. November 2024, 15:00 GMT | Tranmere Rovers (IV)    | 1:2                   | Oldham Athletic (V)        |
| 2. November 2024, 15:00 GMT | FC Walsall (IV)         | 2:1                   | Bolton Wanderers (III)     |
| 2. November 2024, 15:00 GMT | FC Woking (V)           | 0:1                   | Cambridge United (III)     |
| 2. November 2024, 15:00 GMT | FC Worthing (VI)        | 0:2                   | FC Morecambe (IV)          |
| 2. November 2024, 15:00 GMT | Wycombe Wanderers (III) | 3:2                   | York City (V)              |
| 2. November 2024, 17:30 GMT | Northampton Town (III)  | 1:2 n. V.             | Kettering Town (VII)       |
| 3. November 2024, 12:30 GMT | Milton Keynes Dons (IV) | 0:2                   | AFC Wimbledon (IV)         |
| 3. November 2024, 12:30 GMT | Sutton United (V)       | 0:1                   | Birmingham City (III)      |
| 3. November 2024, 14:00 GMT | FC Boreham Wood (VI)    | 2:2 n. V. (1:3 i. E.) | Leyton Orient (III)        |
| 3. November 2024, 14:00 GMT | FC Curzon Ashton (VI)   | 0:4                   | Mansfield Town (III)       |
| 3. November 2024, 15:30 GMT | Harrogate Town (IV)     | 1:0                   | AFC Wrexham (III)          |
| 4. November 2024, 19:15 GMT | Chesham United (VI)     | 0:4                   | Lincoln City (III)         |

### Zweite Hauptrunde
Die Partien der zweiten Hauptrunde wurden am 3. November 2024 ausgelost. Die Spiele fanden zwischen dem 29. November und 1. Dezember 2024 statt.
| Datum                        |                           | Ergebnis              |                            |
| ---------------------------- | ------------------------- | --------------------- | -------------------------- |
| 29. November 2024, 19:45 GMT | Harrogate Town (IV)       | 1:0                   | Gainsborough Trinity (VII) |
| 30. November 2024, 11:30 GMT | FC Wealdstone (V)         | 0:2                   | Wycombe Wanderers (III)    |
| 30. November 2024, 15:00 GMT | Accrington Stanley (IV)   | 2:2 n. V. (4:1 i. E.) | Swindon Town (IV)          |
| 30. November 2024, 15:00 GMT | FC Barnsley (III)         | 0:0 n. V. (3:4 i. E.) | Bristol Rovers (III)       |
| 30. November 2024, 15:00 GMT | Cambridge United (III)    | 1:2 n. V.             | Wigan Athletic (III)       |
| 30. November 2024, 15:00 GMT | Crawley Town (III)        | 3:4                   | Lincoln City (III)         |
| 30. November 2024, 15:00 GMT | Exeter City (III)         | 2:0                   | FC Chesterfield (IV)       |
| 30. November 2024, 15:00 GMT | Leyton Orient (III)       | 2:1 n. V.             | Oldham Athletic (V)        |
| 30. November 2024, 15:00 GMT | FC Morecambe (IV)         | 1:0                   | Bradford City (IV)         |
| 30. November 2024, 15:00 GMT | Peterborough United (III) | 4:3                   | Notts County (IV)          |
| 30. November 2024, 15:00 GMT | Salford City (IV)         | 2:0                   | Cheltenham Town (IV)       |
| 30. November 2024, 15:00 GMT | FC Stevenage (III)        | 0:1                   | Mansfield Town (III)       |
| 30. November 2024, 15:00 GMT | Stockport County (III)    | 3:1                   | Brackley Town (VI)         |
| 30. November 2024, 15:00 GMT | FC Walsall (IV)           | 0:4                   | Charlton Athletic (III)    |
| 30. November 2024, 19:15 GMT | AFC Wimbledon (IV)        | 1:2                   | Dagenham & Redbridge (V)   |
| 1. Dezember 2024, 12:00 GMT  | Kettering Town (VII)      | 1:2 n. V.             | Doncaster Rovers (IV)      |
| 1. Dezember 2024, 13:00 GMT  | FC Blackpool (III)        | 1:2                   | Birmingham City (III)      |
| 1. Dezember 2024, 14:00 GMT  | Burton Albion (III)       | 1:1 n. V. (3:4 i. E.) | FC Tamworth (V)            |
| 1. Dezember 2024, 14:00 GMT  | FC Reading (III)          | 5:3 n. V.             | Harborough Town (VII)      |
| 1. Dezember 2024, 15:15 GMT  | Solihull Moors (V)        | 1:2                   | FC Bromley (IV)            |

### Dritte Hauptrunde
In dieser Runde treten die 20 Mannschaften der Premier League und die 24 Teams der EFL Championship in den Wettbewerb ein. Die Partien der dritten Hauptrunde wurden am 2. Dezember 2024 ausgelost. Sie fanden zwischen dem 9. und 14. Januar 2025 statt.
| Datum                        |                         | Ergebnis              |                             |
| ---------------------------- | ----------------------- | --------------------- | --------------------------- |
| 9. Januar 2025, 19:00 GMT    | Sheffield United (II)   | 0:1                   | Cardiff City (II)           |
| 9. Januar 2025, 19:45 GMT    | FC Everton (I)          | 2:0                   | Peterborough United (III)   |
| 9. Januar 2025, 19:45 GMT    | FC Fulham (I)           | 4:1                   | FC Watford (II)             |
| 10. Januar 2025, 19:45 GMT   | Wycombe Wanderers (III) | 2:0                   | FC Portsmouth (II)          |
| 10. Januar 2025, 20:00 GMT   | Aston Villa (I)         | 2:1                   | West Ham United (I)         |
| 11. Januar 2025, 12:00 GMT   | Birmingham City (III)   | 2:1                   | Lincoln City (III)          |
| 11. Januar 2025, 12:00 GMT   | Bristol City (II)       | 1:2                   | Wolverhampton Wanderers (I) |
| 11. Januar 2025, 12:00 GMT   | FC Middlesbrough (II)   | 0:1                   | Blackburn Rovers (II)       |
| 11. Januar 2025, 12:15 GMT   | FC Liverpool (I)        | 4:0                   | Accrington Stanley (IV)     |
| 11. Januar 2025, 14:00 GMT   | Leicester City (I)      | 6:2                   | Queens Park Rangers (II)    |
| 11. Januar 2025, 15:00 GMT   | AFC Bournemouth (I)     | 5:1                   | West Bromwich Albion (II)   |
| 11. Januar 2025, 15:00 GMT   | FC Brentford (I)        | 0:1                   | Plymouth Argyle (II)        |
| 11. Januar 2025, 15:00 GMT   | FC Chelsea (I)          | 5:0                   | FC Morecambe (IV)           |
| 11. Januar 2025, 15:00 GMT   | Exeter City (III)       | 3:1                   | Oxford United (II)          |
| 11. Januar 2025, 15:00 GMT   | Norwich City (II)       | 0:4                   | Brighton & Hove Albion (I)  |
| 11. Januar 2025, 15:00 GMT   | Nottingham Forest (I)   | 2:0                   | Luton Town (II)             |
| 11. Januar 2025, 15:00 GMT   | FC Reading (III)        | 1:3 n. V.             | FC Burnley (II)             |
| 11. Januar 2025, 15:00 GMT   | AFC Sunderland (II)     | 1:2 n. V.             | Stoke City (II)             |
| 11. Januar 2025, 17:45 GMT   | Leeds United (II)       | 1:0                   | Harrogate Town (IV)         |
| 11. Januar 2025, 17:45 GMT   | Manchester City (I)     | 8:0                   | Salford City (IV)           |
| 11. Januar 2025, 18:00 GMT   | Coventry City (II)      | 1:1 n. V. (4:3 i. E.) | Sheffield Wednesday (II)    |
| 12. Januar 2025, 12:00 GMT   | Hull City (II)          | 1:1 n. V. (4:5 i. E.) | Doncaster Rovers (IV)       |
| 12. Januar 2025, 12:30 GMT   | FC Tamworth (V)         | 0:3 n. V.             | Tottenham Hotspur (I)       |
| 12. Januar 2025, 15:00 GMT   | FC Arsenal (I)          | 1:1 n. V. (3:5 i. E.) | Manchester United (I)       |
| 12. Januar 2025, 15:00 GMT   | Crystal Palace (I)      | 1:0                   | Stockport County (III)      |
| 12. Januar 2025, 15:00 GMT   | Ipswich Town (I)        | 3:0                   | Bristol Rovers (III)        |
| 12. Januar 2025, 15:00 GMT   | Newcastle United (I)    | 3:1                   | FC Bromley (IV)             |
| 12. Januar 2025, 16:30 GMT   | FC Southampton (I)      | 3:0                   | Swansea City (II)           |
| 13. Januar 2025, 19:30 GMT   | FC Millwall (II)        | 3:0                   | Dagenham & Redbridge (V)    |
| 14. Januar 2025, 19:45 GMT 1 | Mansfield Town (III)    | 0:2                   | Wigan Athletic (III)        |
| 14. Januar 2025, 19:45 GMT 1 | Preston North End (II)  | 2:1                   | Charlton Athletic (III)     |
| 14. Januar 2025, 20:45 GMT 1 | Leyton Orient (III)     | 1:1 n. V. (6:5 i. E.) | Derby County (II)           |

### Vierte Hauptrunde
Die Auslosung für die vierte Hauptrunde fand am 12. Januar 2025 statt. Die Spiele wurden zwischen dem 7. und dem 11. Februar 2025 ausgetragen.
| Datum                       |                            | Ergebnis              |                             |
| --------------------------- | -------------------------- | --------------------- | --------------------------- |
| 7. Februar 2025, 20:00 GMT  | Manchester United (I)      | 2:1                   | Leicester City (I)          |
| 8. Februar 2025, 12:15 GMT  | Leeds United (II)          | 0:2                   | FC Millwall (II)            |
| 8. Februar 2025, 12:15 GMT  | Leyton Orient (III)        | 1:2                   | Manchester City (I)         |
| 8. Februar 2025, 15:00 GMT  | Coventry City (II)         | 1:4                   | Ipswich Town (I)            |
| 8. Februar 2025, 15:00 GMT  | FC Everton (I)             | 0:2                   | AFC Bournemouth (I)         |
| 8. Februar 2025, 15:00 GMT  | Preston North End (II)     | 0:0 n. V. (4:2 i. E.) | Wycombe Wanderers (III)     |
| 8. Februar 2025, 15:00 GMT  | FC Southampton (I)         | 0:1                   | FC Burnley (II)             |
| 8. Februar 2025, 15:00 GMT  | Stoke City (II)            | 3:3 n. V. (2:4 i. E.) | Cardiff City (II)           |
| 8. Februar 2025, 15:00 GMT  | Wigan Athletic (III)       | 1:2                   | FC Fulham (I)               |
| 8. Februar 2025, 17:45 GMT  | Birmingham City (III)      | 2:3                   | Newcastle United (I)        |
| 8. Februar 2025, 20:00 GMT  | Brighton & Hove Albion (I) | 2:1                   | FC Chelsea (I)              |
| 9. Februar 2025, 12:30 GMT  | Blackburn Rovers (II)      | 0:2                   | Wolverhampton Wanderers (I) |
| 9. Februar 2025, 15:00 GMT  | Plymouth Argyle (II)       | 1:0                   | FC Liverpool (I)            |
| 9. Februar 2025, 17:35 GMT  | Aston Villa (I)            | 2:1                   | Tottenham Hotspur (I)       |
| 10. Februar 2025, 19:45 GMT | Doncaster Rovers (IV)      | 0:2                   | Crystal Palace (I)          |
| 11. Februar 2025, 20:00 GMT | Exeter City (III)          | 2:2 n. V. (2:4 i. E.) | Nottingham Forest (I)       |

### Fünfte Hauptrunde
Die Auslosung für die fünfte Hauptrunde fand am 10. Februar 2025 statt. Die Spiele wurden zwischen dem 28. Februar und 3. März 2025 ausgetragen.
| Datum                       |                        | Ergebnis              |                             |
| --------------------------- | ---------------------- | --------------------- | --------------------------- |
| 28. Februar 2025, 20:00 GMT | Aston Villa (I)        | 2:0                   | Cardiff City (II)           |
| 1. März 2025, 12:15 GMT     | Crystal Palace (I)     | 3:1                   | FC Millwall (II)            |
| 1. März 2025, 12:15 GMT     | Preston North End (II) | 3:0                   | FC Burnley (II)             |
| 1. März 2025, 15:00 GMT     | AFC Bournemouth (I)    | 1:1 n. V. (5:4 i. E.) | Wolverhampton Wanderers (I) |
| 1. März 2025, 17:45 GMT     | Manchester City (I)    | 3:1                   | Plymouth Argyle (II)        |
| 2. März 2025, 13:45 GMT     | Newcastle United (I)   | 1:2 n. V.             | Brighton & Hove Albion (I)  |
| 2. März 2025, 16:30 GMT     | Manchester United (I)  | 1:1 n. V. (3:4 i. E.) | FC Fulham (I)               |
| 3. März 2025, 19:30 GMT     | Nottingham Forest (I)  | 1:1 n. V. (5:4 i. E.) | Ipswich Town (I)            |

### Viertelfinale
Die Auslosung für das Viertelfinale fand am 2. März 2025 statt. Die Spiele wurden am 29. und 30. März 2025 ausgetragen.
| Datum                    |                            | Ergebnis              |                       |
| ------------------------ | -------------------------- | --------------------- | --------------------- |
| 29. März 2025, 12:15 GMT | FC Fulham (I)              | 0:3                   | Crystal Palace (I)    |
| 29. März 2025, 17:15 GMT | Brighton & Hove Albion (I) | 0:0 n. V. (3:4 i. E.) | Nottingham Forest (I) |
| 30. März 2025, 13:30 BST | Preston North End (II)     | 0:3                   | Aston Villa (I)       |
| 30. März 2025, 16:30 BST | AFC Bournemouth (I)        | 1:2                   | Manchester City (I)   |

### Halbfinale
Die Auslosung für das Halbfinale fand am 30. März 2025 statt. Die Spiele wurden am 26. und 27. April 2025 im Wembley Stadium in London ausgetragen.
| Datum                     |                       | Ergebnis |                     |
| ------------------------- | --------------------- | -------- | ------------------- |
| 26. April 2025, 17:15 BST | Crystal Palace (I)    | 3:0      | Aston Villa (I)     |
| 27. April 2025, 16:30 BST | Nottingham Forest (I) | 0:2      | Manchester City (I) |

## Finale
Das Finale des FA Cups 2024/25 wurde am 17. Mai 2025 im Wembley Stadium in London ausgetragen.
| Crystal Palace                                              | Crystal Palace | Manchester City | Manchester City | Aufstellung                                      |
| ----------------------------------------------------------- | --- | --- | --------------- | ------------------------------------------------ |
| Crystal Palace                                              | \| 17. Mai 2025 um 16:30 Uhr (BST) in London (Wembley-Stadion) \| \| Ergebnis: 1:0 (1:0) \| \| Zuschauer: 84.163 \| \| Schiedsrichter: Stuart Attwell \| \| Spielbericht \| | \| 17. Mai 2025 um 16:30 Uhr (BST) in London (Wembley-Stadion) \| \| Ergebnis: 1:0 (1:0) \| \| Zuschauer: 84.163 \| \| Schiedsrichter: Stuart Attwell \| \| Spielbericht \|                                                                                              | Manchester City | Aufstellung Crystal Palace gegen Manchester City |
| Crystal Palace                                              | Dean Henderson – Chris Richards, Maxence Lacroix, Marc Guéhi ( 61. Jefferson Lerma) – Daniel Muñoz, Adam Wharton ( 87. Will Hughes), Daichi Kamada, Tyrick Mitchell – Ismaïla Sarr, Eberechi Eze, Jean-Philippe Mateta ( 78. Eddie Nketiah) Cheftrainer: Oliver Glasner ( Österreich) | Stefan Ortega – Manuel Akanji, Rúben Dias, Joško Gvardiol, Nico O’Reilly – Bernardo Silva ( 88. İlkay Gündoğan), Kevin De Bruyne – Savinho ( 76. Phil Foden), Omar Marmoush ( 76. Claudio Echeverri), Jérémy Doku – Erling Haaland Cheftrainer: Pep Guardiola ( Spanien) | Manchester City | Aufstellung Crystal Palace gegen Manchester City |
| Crystal Palace                                              | 1:0 Eberechi Eze (16.) | | Manchester City | Aufstellung Crystal Palace gegen Manchester City |
| Crystal Palace                                              | Dean Henderson (90.+1') | Nico O′Reilly (66.), Bernardo Silva (75.), Rúben Dias (82.), Kevin De Bruyne (85.) | Manchester City | Aufstellung Crystal Palace gegen Manchester City |
| Crystal Palace                                              | Marmoush verschießt Foulelfmeter gegen Henderson (36.) | | Manchester City | Aufstellung Crystal Palace gegen Manchester City |
| Crystal Palace                                              | Spieler des Spiels: Dean Henderson | | Manchester City | Aufstellung Crystal Palace gegen Manchester City |
| 17. Mai 2025 um 16:30 Uhr (BST) in London (Wembley-Stadion) | | |                 |                                                  |
| Ergebnis: 1:0 (1:0)                                         | | |                 |                                                  |
| Zuschauer: 84.163                                           | | |                 |                                                  |
| Schiedsrichter: Stuart Attwell                              | | |                 |                                                  |
| Spielbericht                                                | | |                 |                                                  |